# Snowboard en los Juegos Olímpicos de Milán-Cortina d'Ampezzo 2026
Las competiciones de snowboard en los Juegos Olímpicos de Milán-Cortina d'Ampezzo 2026 se realizarán en la estación de Livigno, ubicada en el valle de Valtellina, en febrero de 2026.
En total se disputarán en este deporte once pruebas diferentes, cinco masculinas, cinco femeninas y una mixta.